# Sandra Klemenschits
Sandra Klemenschits (Salzburgo, 13 de noviembre de 1982) es una tenista austriaca. Ha ganado un título de dobles de la WTA (con Andreja Klepac) y alrededor de 39 títulos de dobles en el circuito ITF a partir de julio de 2013.

## Título

### WTA

#### Dobles (1)
| Leyenda: Antes de 2009     | Leyenda: A partir de 2009 |
| -------------------------- | ------------------------- |
| Grand Slam (0)             |                           |
| Juegos Olímpicos (0)       |                           |
| WTA Tour Championships (0) |                           |
| Tier I (0)                 | Premier Mandatory (0)     |
| Tier II (0)                | Premier 5 (0)             |
| Tier III (0)               | Premier (0)               |
| Tier IV & V (0)            | International (1)         |

| N.º | Fecha               | Torneos     | Superficie    | Compañer       | Oponentes                         | Resultado |
| --- | ------------------- | ----------- | ------------- | -------------- | --------------------------------- | --------- |
| 1.  | 21 de julio de 2013 | Bad Gastein | Tierra batida | Andreja Klepač | Kristina Barrois Eleni Daniilidou | 6–1, 6–4  |

#### Finales (2)
| N.º | Fecha               | Torneos   | Superficie    | Compañer             | Oponentes                             | Resultado |
| --- | ------------------- | --------- | ------------- | -------------------- | ------------------------------------- | --------- |
| 1.  | 21 de mayo de 2005  | Estambul  | Dura          | Daniela Klemenschits | Marta Marrero Antonella Serra Zanetti | 4–6, 0–6  |
| 2.  | 24 de abril de 2011 | Marruecos | Tierra batida | Nina Bratchikova     | Andrea Hlaváčková Renata Voráčová     | 3–6, 4–6  |